# Spoorlijn Saint-Vincent-de-Tyrosse - Léon
De spoorlijn Saint-Vincent-de-Tyrosse - Léon was een Franse spoorlijn van Saint-Vincent-de-Tyrosse naar Léon. De lijn was 34,3 km lang.

## Geschiedenis
Het eerste gedeelte van de lijn, tussen Saint-Vincent-de-Tyrosse en Soustons werd geopend door de Societé des chemins de fer d'intérêt local du département des Landes op 20 juni 1891. In 1901 ging de concessie over naar de Societé des chemins de fer d'intérêt local de Soustons à Léon, deze maatschappij opende de lijn tot Léon op 5 juli 1904.
Personenvervoer werd definitief opgeheven op 17 december 1947, goederenvervoer was er tot 1 juli 1969, daarna is de lijn gesloten en opgebroken.

## Aansluitingen
In de volgende plaats is of was er een aansluiting op de volgende spoorlijnen:
Saint-Vincent-de-Tyrosse
RFN 655 000, spoorlijn tussen Bordeaux-Saint-Jean en en Irun